# Statue-menhir de Rouvignac
La statue-menhir de Rouvignac est une statue-menhir appartenant au groupe rouergat qui a été découverte à Avène, dans le département de l'Hérault en France.

## Description
Elle a été découverte en 1981 par M. Gourdiole dans un champ près du hameau de Rouvignac. C'est le fragment supérieur d'une statue plus grande, féminine, que l'on n'a pas retrouvée. Le fragment mesure 0,50 m de hauteur sur 0,30 m de largeur et 0,20 m d'épaisseur. Le seul décor visible est un collier à 4 rangs en bas-relief dessinant une forme de « U », le haut du collier est barré par un trait horizontal gravé.
La statue-menhir est conservée au dépôt archéologique de Villemagne.